# Симбирский кремль
Симбирский кремль (первоначально Синбирский) — несохранившаяся деревянная крепость Симбирска, возведённая при основании города в 1648 году.

## Описание
По современным ориентирам, восточная стена кремля проходила по бровке Волжского склона (бульвар Новый Венец), северная — по нынешней площади Ленина и у гостиницы «Советская», западная — между административным зданием на Соборной пл. и ул. Спасской, а южная стена — между зданиями Ульяновского государственного аграрного университета и Ульяновского областного краеведческого музея. Внутри кремля была построена деревянная Троицкая церковь. Кроме неё в кремле находились дом воеводы, приказная изба, погреба для пороха и оружия, хлебные амбары, стрелецкие жилища, таможня, казармы, архиерейский приказ и двор митрополита. К востоку от кремля к нему примыкал острог (окольный город), построенный на косогоре одновременно с ним и Успенский монастырь. 

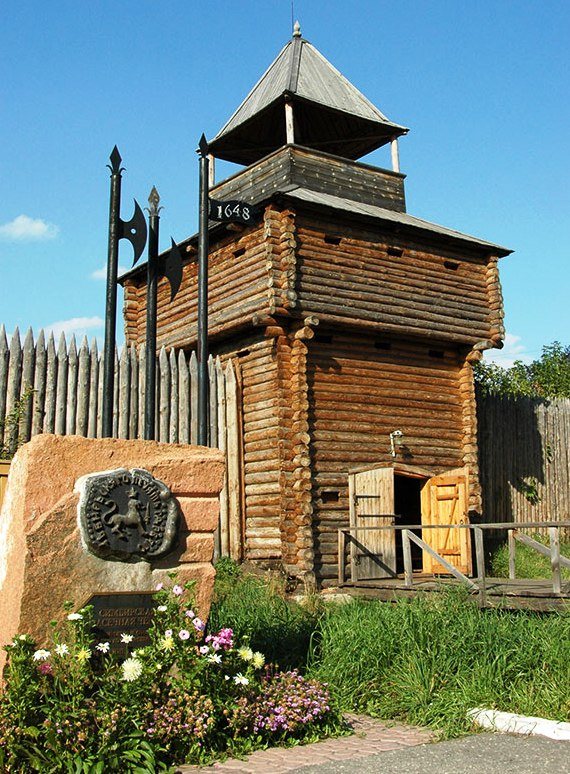
Вход в музей «Симбирская засечная черта» в Ульяновске

Кремль имел форму правильного четырёхугольника, стороны которого насчитывали около 200 м, и находилась по прямой линии в 500 саженях от Волги. Вокруг кремля был выкопан ров. По данным «Росписного списка» 1670 года, у крепости имелось восемь башен с тремя проезжими воротами, в том числе:
- «Казанская башня» имела проезжие ворота и три пушки по 27 пудов.
- «В Науголной башне», что у «мяснова ряда» имела четыре пушки и «затинная пищаль».
- «В Средней башне» от «Волги реки» — две пушки и «затинная пищаль».
- «В Науголной башне», что «у тутового саду» — две пушки и «затинная пищаль».
- «На Крымской проезжей башне» — две пушки и «затинная пищаль».
- «В Науголной башне», что от Свияги — две пушки.
- «В Середней башне», что от Свияги — две пушки. «От той Середней башни, на той же стене, недошод Науголной башни», что от валуна — две пушки.
- «Науголной башне», что «от валу» — три пушки.
- «На новом раскате», что «у валу новова в городе» — одна пушка.

## История
Место для Синбирской крепости, на котором прежде находился сторожевой дозор, было выбрано Богданом Матвеевичем Хитрово «со товарищи». Её название было позаимствовано от опустевшего булгарского поселения в 13 верстах ниже по Волге — Синбирского городища, которое находилось между сёлами Красный Яр и Кайбелы. Крепость, являвшаяся самым восточным пунктом названной её именем Симбирской засечной черты, была отстроена к осени 1648 года. Она располагалась в самом узком «горловом» месте водораздела Волги и Свияги и прочно закрывала Ногайский шлях, используемый кочевниками для набегов внутрь страны. С восточной стороны её прикрывала Волга, на западе серьёзным препятствием для нападавших являлась засечная черта, а с юга подступы к Симбирску затрудняли обширные заливные луга с большим количеством болотистых мест, стариц и озёр. К северу находились глубокие овраги и речка Симбирка.
В 1670 году во время осады Симбирска острог был захвачен Стенькой Разиным, однако кремль так и не был взят. К западу от кремля к нему примыкал Спасский женский монастырь.
Кремль неоднократно горел, большие пожары произошли в 1671, 1685, 1694, 1710 и 1738 годах. После пожаров он каждый раз восстанавливался практически в прежних границах. Крепость закончила боевую службу в связи с утратой стратегического значения в 1759 году, когда её гарнизон был снят, а пушки свезены в Уфу. Обветшавшие остатки разобрали в 1776 году.